# Paweł Charmuszko
Paweł Charmuszko – polski „Sprawiedliwy wśród Narodów Świata”.

## Życiorys
W trakcie II wojny światowej mieszkał wraz z żoną we wsi Łosośna pod Grodnem, gdzie posiadał gospodarstwo rolne. Sympatyzował ze środowiskami lewicowymi, miał znajomych wśród Polskiej Partii Robotniczej. Pomagał Żydom niemal od samego początku zagrożenia ich życia. W lipcu 1941 r., tuż po wkroczeniu na rodzinne tereny wojsk niemieckich, Charmuszko stanął w obronie żydowskiej rodziny. W późniejszym czasie wielokrotnie przewoził Żydów z Grodna do Warszawy, skutecznie unikając zagrożenia ze strony Niemców. Pomagał im dostać się do getta (uchodzącego do 1942 r. za stosunkowo bezpieczne), załatwiając fałszywe dokumenty, czy szukając schronienia. Między listopadem 1941 r., a kwietniem 1942 r. przewiózł około 19 żydowskich mężczyzn, kobiet i dzieci, m.in. adwokata Berga, inżyniera Fajersztajna. Za jego pomoc płacili tylko ci zamożni, ci zaś, którzy nie mieli środków, przewożeni byli przez niego za darmo. Działającemu w warszawskim getcie podziemiu żydowskiemu pomógł w nawiązaniu kontaktów z polską partyzantką. Poznał dr. Emanuela Ringelbluma, twórcę słynnego archiwum getta warszawskiego, i zaoferował mu swą pomoc.

Ringelblum zanotował, że Charmuszko:
„należy do idealistów, którzy bardzo się zasłużyli na polu ratowania Żydów. [...] P. Gaweł [Paweł - przyp. autora] jest bardzo skromny, czyni to w imię humanitaryzmu i z poczucia swych obowiązków obywatelskich”.
W kwietniu 1942 r. Charmuszko dostarczył przepustki dla żydowskiej rodziny Haliny Lifszyc, aby przenieść ich do Lublina. Załatwił także fałszywe dokumenty na podróż z Lidy do Warszawy w lutym 1942 r. dla rodziny dr. Sołowiejczyka, chirurga, jego synów, żony oraz dziecka. Do jednej z najważniejszych misji pomocowych Pawła Charmuszko należało przewiezienie w worku z getta warszawskiego syna dr. Ringelbluma, Urliego, i ukrycie go w mieszkaniu p. Kozłowskiej przy ul. Wileńskiej 19. Wyprowadził również z getta Emka Putermana i jego bratanka i skontaktował ich z komórką PPR, działającą na Żoliborzu.
Paweł Charmuszko pomagał również na wsi. W stodole we wsi Nowosiołki, przez wiele miesięcy przechowywał ośmioro Żydów: Annę Lubicz (z d. Klempner), Borysa Szyfa, jego siostrę Halinę Szyf-Lifszyc, dra Grzegorza Woroszylskiego, jego żonę Barbarę, ich córki Wiktorię (Ritę), Czesławę (Cesię) i syna Wiktora. Prócz jedzenia i niezbędnych leków, dostarczał ukrywanym Żydom również książki i gazety.
Po wojnie Paweł Charmuszko zamieszkał w Warszawie.
28 maja 1968 r. Instytut Jad Waszem uhonorował Pawła Charmuszkę medalem „Sprawiedliwy wśród Narodów Świata”.